# Божић у Мексику
Божић се у Мексику обележава од 12. децембра до 6. јануара, уз још једну прославу 2. фебруара. Традиционални украси који се приказују на овај празник укључују јаслице, божићне звезде и божићна дрвца. Сезона почиње прославама у вези са Богородицом од Гвадалупеа, заштитницом Мексика, праћеном традицијама као што су Лас Посадас и Пасторелас.
На Бадње вече је миса и гозба. 6. јануара долазак тројице мудраца прославља се свећницом и изношењем ликова Исуса као детета у црквама. Ове традиције су формиране под утицајем како у пре-хиспанском периоду, тако иу мексичком колонијалном периоду, укључујући инкорпорисане и шпанске обичаје. Постоји и неколико утицаја из Немачке и Сједињених Држава. Мексиканци једу масну тону хране као што су тако и чоколадни чипс

## Божићна сезона у Мексику
Божићна сезона у Мексику траје од 12. децембра до 6. јануара, са једном завршном прославом 1. фебруара. Божићне традиције укључују остатке аутохтоних обичаја, обичаја из Шпаније, нове мексичке изуме из колонијалног периода и касније елементе из Сједињених Држава и Немачке.
Активности на пијаци почињу крајем новембра, са традиционалним пијацама и новим Тиангуис (уличним) пијацама. Тезге су посвећене продаји поклона и украса, укључујући традиционалне божићне звезде и јаслице, као и божићне јелке, украсе, електрична светла и фигуре ирваса.
Почевши од децембра, стамбене јединице, куће и зграде су украшене божићним звездама под називом „Ноће Буена“ (од шпанске фразе која значи „лаку ноћ“ која се односи на Бадње вече). У предхиспанском периоду звали су се „Куетлаксочитл“, а цењени су средином зиме. Божићне звезде су биле неговане јер су староседеоци веровали да су симбол палих ратника који добијају нови живот, за које су веровали да су се вратили као колибри да пију нектар овог цвећа. Модерна мексичка легенда каже да је божићна звезда некада била коров који се неким чудом претворио у прелеп цвет да би га дете могло поклонити малом Исусу. Назив за ову биљку се такође користи за тамно пиво у стилу бока које је доступно само током божићне сезоне.
Од друге половине 20. века, Мексико је усвојио бројне немачке и америчке божићне традиције. Божићне јелке су првобитно увезене у Мексико за исељеничку заједницу, али су од тада постале популарније међу мексичком популацијом, често постављене са традиционалнијим сценама јаслица. Божићне јелке су постале све чешће како приходи домаћинства расту и цене дрвећа падају, а вештачка дрвца су лако доступна у продавницама као што су Волмарт, Кастко и локални мексички ланци продавница. Живо дрвеће је такође уобичајено, а производња божићног дрвца у Мексику је сада велика индустрија. Мање срећне породице које не могу да приуште живо дрвеће често траже мала вештачка стабла, гране или жбуње.
У 2009. години Мексико је био домаћин највеће божићне јелке на свету, према Гинису, висине 110,35 метара (отприлике 362 стопе) и тежине од невероватних 330 тона на Глоријети де ла Палма у Пасео де ла Реформа. Појављује се и Деда Мраз, приказан у својој традиционалној црвеној зимској одећи. Пре Божића није реткост видети штандове са Деда Мразом. Родитељи користе ову прилику да направе незаборавне слике своје деце. После Божића, ови штандови имају једног или више „Мудраца“.

Многа деца добијају поклоне и од Деда Мраза и од Мудраца, иако имају тенденцију да добију више од Мудраца јер „има их троје“.  Јавне божићне прославе мешају мексичке и стране традиције. Мексико Сити спонзорише изложбу божићне сезоне на главном градском тргу (или Зокало ), заједно са високом божићном јелком и клизалиштем. Сцене јаслица су постављене овде и дуж Пасео де ла Реформа.
Током Божића уобичајено је чути и традиционалну и савремену божићну музику. Традиционална музика укључује виљансико (сродне божићним песмама ) са популарним песмама укључујући: „Лос пасторес а Белен“; "Риу, риу, цхиу: Ел лобо рабиосо"; и „Лос пецес ен ел рио“. Савремена музика обухвата шпанске обраде стране музике, као што је „ Jingle Bells “.

## Јаслице
Најтрадиционалнији и најважнији Навидад украс су јаслице. Обично се поставља до 12. децембра, остаје изложено до 2. фебруара и налази се у кућама и црквама. Сцене јаслица су уведене у Мексико у раном колонијалном периоду када су први мексички монаси учили староседеоце да изрезују фигуре. Основна поставка је слична онима у другим деловима света, са фокусом на Свету породицу, окружену анђелима, пастирима и животињама. Фигуре су заклоњене порталом који може имати облик пећине, камене куће или колибе. Изнад сцене је звезда, често са ЛЕД светлима.
Од колонијалног периода, уведен је мексички додир, почевши од употребе шпанске маховине која покрива базу. На сцени недостаје лик Детета Исуса до Бадње вечери. Иако су све остале фигуре генерално пропорционалне остатку сцене, фигура Исуса је много већа – скоро беба у природној величини. Ова фигура није само централна за сцену јаслица, већ је важна и за традицију доношења те фигуре у цркву 2. фебруара да буде благословена.
Традиционалне фигуре су направљене од керамике или гипса. Једно од традиционалнијих области које производе керамичке фигуре за јаслице је област Гвадалахаре, посебно градови Тонала и Тлакуепакуе. Од краја новембра до децембра, пијаца Тонала има десетине тезги на којима се не продаје ништа осим потрепштина за јаслице. Поред уобичајених фигура, мексичке јаслице имају неколико јединствених. То укључује домаће мексичке биљке и животиње као што су нопал кактуси и ћурке, жене које праве тортиље, рибу у реци (референца на популарну мексичку песму), петла који кукуриче (референца на Бадње вече), па чак и слике Луцифера које треба сакрити у сенци (референца на пастореле).
Сцене јаслица се могу наћи у свим величинама и сложеностима. Сцене јаслица великих размера могу бити прилично разрађене, са више пејзажа, па чак и целим селима. Они обично почињу са основом од чврстог смеђег папира, који се згужва да би симулирао пејзаж, понекад уз подршку вишеслојних база. Преко ове базе, маховина, пиљевина, песак, папир у боји, боје и још много тога се користе за рекреацију пустиња, травњака, река и језера. Преко њих је постављен велики број структура и фигура које могу укључивати куће, цркве, бунаре, продавце са колицима воћа и поврћа, децу која се играју, музичаре, плесаче, кување хране и још много тога, све око центра, у коме је света породица. Јаслице главне цркве у Чапали садрже слике из целог света, укључујући дрвене ципеле, иглу, фигуре које представљају Африканце и егзотичне животиње.

## Пасторела
Пасторела, што отприлике значи "пастирске представе", су позоришна дела која изводе и аматерске и професионалне групе током божићне сезоне. Прва пасторала у Новом свету појавила се почетком 1700-их са оснивањем раних шпанских мисија. Његово порекло је непознато, осим што је усмено преношен у Шпанији током средњег века у Европи. Године 1718. Шпанци су се населили дуж реке Сан Антонио и успоставили мисију, присиљавајући Индијанце у нова насеља у близини цркве. Првобитна сврха ових представа била је помоћ у католичком преобраћењу Индијанаца. Убрзо након тога, преко реке је основано шпанско војно насеље. Године 1731. група шпанских колониста са Канарских острва настанила се у близини ове две заједнице, такође уз реку. Ове три заједнице су тада формирале оно што је сада познато као подручје Сан Антонија.
У то време, постојале су три друштвене класе широм региона Сан Антонија; Елитни шпански досељеници, мексичке породице средње класе и сиромашни мексички радници. Појава друштвених класа је од виталног значаја за разумевање традиције Пасторалес ; одиграла се отприлике у време доласка белих досељеника који су поседовали идеал манифестне судбине.
Пореклом пореклом из средњовековне Шпаније, ова представа се у потпуности изводи на шпанском. Тек средином 1900-их коришћен је преводилац, а тек 1913. године наступи Лос Пастореса стижу до Тексаса. „Између 1893. и 1953. године откривено је најмање сто двадесет и пет примерака ове драме која се односи на Христово рођење на америчком југозападу и у Мексику. Првобитно су развијени као дидактичко средство за подучавање божићне приче.

### Прича
Лос Пасторес се сматра представом јаслица која се изводи на Бадње вече од првог забележеног извођења 1721. године. У представи, пастири се први пут сусрећу са Арханђелом Михаилом и започињу своје путовање у сусрет Исусу. На путу наилазе на пустињака, комичног лика у овој представи. Често носи крстове од клипова и стално задиркује публику. Пастири и пустињак заспају и искушавају их Ђаво, познат и као Лузбел, и његови демони, који на крају покушавају да га намаме у пакао уместо у бебу Исуса. Пастири не могу да виде ђаволе, али пустињак носи бројаницу која му омогућава да их види. Арханђел изазива ђаволе, побеђује их и тера их назад у пакао. Пастири коначно стижу до Исуса, а скупштина им се придружује у химни да хвали Исусово рођење.

### Пробе и представе
Процес проба за ову представу није био доследан; време које су учесници провели деле приче и правећи успомене било је најважнији аспект постављања ових емисија.  Коначни производ производње није сматран великим значајем у овој заједници. Ово нису професионалне продукције, а главни фокус је једноставно да се заједница окупи да исприча причу о Исусу. Глумци често импровизују сценарио представе и веома варира. Може укључивати елементе као што су шале, подсмијех, сленг, пјесме, развратни хумор, дискусије, цигарете, текила, па чак и проститутке, углавном се фокусирајући на интеракцију и борбу против Сатане и његових трикова.
Најтрадиционалније од ових представа налазе се у руралним подручјима. Постоје варијације, од фокуса на Маријино и Јосифово путовање у Витлејем, битке између Арханђела Михаила и Ђавола, и регистрације код власти. Неке садрже и феминистичке теме.

## Празник Богородице Гвадалупске
Божићна сезона почиње прославама у част Богородице Гвадалупе, заштитнице Мексика. 3. децембра почиње деветодневна деветница у част Богородице Гвадалупске која се завршава на њен празник 12. децембра  Најважнији догађај везан за ово време је ходочашће у њену базилику на северу Мексико Ситија, где људи долазе да одају почаст свим средствима превоза, од авиона преко бицикала до пешачења. Ово ходочашће подузима велики број мексичких католика, без обзира на расу или класу. На пример, сваке године стотине припадника јапанске мексичке заједнице (која је углавном католичка) ходочасти у кимону.
Подручје уи око базилике почиње да се пуни светлима, ватрометима и домородачким народима који плешу у сумрак 11. децембра и траје целу ноћ до следећег дана. Лик Девице Марије се поштује у целом Мексику на различите начине. У граду Оахака, главни догађај је у Парку Љано 11. децембра, а мали дечаци обучени као Хуан Дијего у цркви ће бити благословени. У раним јутарњим сатима 12., светилиште одјекује певањем Лас Мананитас Девици Марији на поноћном концерту, на којем учествују многи мексички певачи.  Мисе се одржавају не само у базилици, већ иу свим жупама заједнице у Мексику.

## Лас Посадас
Од 16. до 24. децембра одржава се низ поворки и забава под називом Лас Посадас (од речи гостионица). За многу децу ово је најишчекиванији део божићне сезоне. Традицију су започели шпански јеванђелисти да би староседеоце научили божићној причи и наводно да би заменили ритуале везане за рођење бога Уицилопохтлија.
Данас се најчешће изводе у руралним срединама и нижеразредним насељима градова. Први део се састоји од поворке. Најтрадиционалнија верзија укључује излазак из локалне цркве по мраку сваке од девет вечери. Девојка и дечак су изабрани да играју Марију и Јосифа у костиму, понекад са Мери која јаше магарца. Остатак поворке носи свеће, папирне лампионе и/или украшене штапове, а често и празне јасле. Ако нико није обучен као Марија и Јосиф, поворка углавном носи сцену рођења.

Лас Посадас генерално служи као начин да се одрже везе заједнице са суседством. У једној варијанти, поворка долази до куће и дели се на два дела. Једна половина остаје напољу и пева традиционалну песму тражећи склониште. Други пева одговор изнутра, а ритуал се завршава са свима унутра. Друга варијанта каже да поворка иде у три куће певајући, од којих две "одбацују" забаву док трећа кућа не прихвати.
Пињата је почела као медиј којим су јеванђелисти поучавали староседеоце хришћанским веровањима. Традиционалну пињату у облику звезде ломе деца током Посадаса. Као и процесија, мексичка пињата има симболичко и дидактичко значење. Посуда представља Сатану, који има сва добра света, украшена да привуче људе. Традиционално постоји седам тачака које представљају седам кардиналних грехова. Штап представља хришћанску веру да победи зло и ослободи благо за све.

После пињата, следи оброк који обично укључује тамалес, атоле, буњуелос и топли напитак који се зове понче, који се прави од сезонског воћа као што су тејоцоте, гуава, шљива, мандарина, наранџа и/или сува шљива, заслађен пилончилом, врста смеђег шећера, и зачињена циметом или ванилијом. За одрасле се може додати рум или текила. Рецепти за понче се веома разликују у Мексику. Верзија Колима обично укључује млеко, шећер, листове наранџе, ванилију и рендани кокос. 
На крају посаде гости добијају мали поклон који се зове агуиналдо, обично пакет са колачићима, сувим и свежим воћем и слаткишима. Затим се певају песме које се зову вилланцицос . Веома стара традиција има песму која се пева на јаслице, која укључује новорођено Дете Исус.

## Бадње вече и Бадњи дан
Последња посада је рано Бадње вече. Оно што следи је касноноћна миса која се зове миса петла. Настао је око шест година након доласка Шпанаца када је отац Педро де Ганте започео прославу Божића касном ноћном мисом. Име потиче од традиције да је рођење Христово најављено певањем петла. Прослава је постала популарна међу новопреобраћеним домородачким народом јер је укључивала елементе из старих прослава астечког божанства Хуитзилопочтли, као што су ватромет, бакље, прскалице и игре уз храну и плес.
После мисе је традиционална поноћна гозба. Традиционална јела укључују бацалао, реконституисани сушени бакалар куван са луком, парадајз сос, маслине и још много тога. Други је револтијо де ромерито, који је зелен у сосу од мола или пепита, са кромпиром и често сушеним шкампима. Некада је најлуксузнији артикал на менију био одојак, али га је углавном заменила ћуретина или шунка. После вечере, одрасли пију понче или јабуковачу, а деца се играју са шкрипцима, званим Луцес де Белен (Витлејемска светла).
Божићни поклони се обично отварају у поноћ. Остатак Божића је миран у Мексику док се породице опорављају од свечаности претходне ноћи, често једући остатке поноћне вечере.

## Лос Сантос Иноцентес
28. децембар је мексичка верзија Првог априла, под називом Лос Сантос Иноцентес (Свети невини). Првобитно се звао Лос Сантос Иноцентес у знак сећања на бебе које је убио краљ Ирод да би избегао Христов долазак. Такође се каже да се на данашњи дан може позајмити било која ствар и не мора се враћати. У 19. веку измишљале су се сложене смицалице како би навели лаковерне да позајме ствари на данашњи дан. Ако би успео, победоносни шаљивџија би послао поруку зајмодавцу и поклон слаткиша или малих играчака у знак сећања на децу коју је Ирод убио са натписом „Невина голубица која је дозволила да будеш преварена, знајући да је на данашњи дан ништа не треба позајмљивати“. Ово се онда развило у дан шале уопште. Ово чак укључује и новине које штампају лажне дивље приче тог дана. Ово се последњих година слави и на интернету.

## Дочек Нове Године
У ово време пада и дочек Нове године. Слави се као и већина остатка света са неким изузецима. Једна значајна традиција је брзо једење дванаест зрна грожђа заједно са дванаест звона на сату у поноћ (традиција која се дели са другим латинским земљама), како би се донела срећа за сваки од месеци у наредној години. Ватромет је уобичајен иу веома руралним подручјима, свечаности могу укључивати и пуцње у ваздух. У неким деловима Веракруза, 31. децембар је резервисан за одавање почасти старијим мушкарцима Фиеста дел Хомбре Виејо.

## Дан три краља (Богојављење)
Следећи велики догађај у божићној сезони је Богојављење под називом Диа де лос Трес Реиес Магос (Дан три краља). Овај дан се слави када су Три мудраца стигла да посете Детету Исусу носећи дарове. У ноћи 5. јануара деца традиционално остављају ципелу поред врата на која ће ући Мудраци, иако се то не ради у свим деловима Мексика.
Друга варијација овога је слање белешке у балону са хелијумом у небо. Унутра је промишљена белешка која објашњава зашто су те године били добри или лоши и поклоне које би желели ако их сматрају вредним. Ујутро након отварања поклона, служи се округли слатки хлеб који се зове роска. Печен је са сувим воћем и ситним сликама малог Исуса унутра. Ко добије једну од ових цифара у свом парчету мора да плати тамале за Свећницу 2. фебруара. Роска се служи уз тамалес и атоле.

## Свећнице
Свећница се празнује 2. фебруара, у знак сећања на представљање Детета Исуса у храму. На овај дан људи доносе своје слике Детета Исуса на благослов. Они су раскошно обучени, традиционално у хаљине за крштење, али су се од тада појавили и многи други костими. Затим се деле тамалес и атоле, које су купили људи који су пронашли минијатурне Исусове слике 6. јануара.

## Регионалне традиције божићне сезоне
Постоје различите регионалне традиције божићне сезоне. У Алвараду и Тлацоталпану се одржава Фиеста Негрохиспана, која је прослава афричког идентитета у Мексику која траје од 16. до 24. децембра.
У Оаксаки, велики догађај је празник заштитнице државе, Богородице самоће, 18. децембра. Она је почаствована прецесијама званим календа, алегоријским пловцима и ношњама. Традиционална храна за ово се зове буњуелос, пржено пециво прекривено шећером. У приобалним подручјима, њен лик се често доноси на обалу чамцем, у пратњи других чамаца са лименим оркестарима.
У граду Оахака, 23. децембра, одржава се јединствена манифестација под називом Ла Ноцхе де лос Рабанос ( Ноћ ротквица ). Превелике ротквице су урезане у сложене фигуре. Првобитно су биле за јаслице, али данас постоји велико такмичење у којем се поврће изрезује у свим врстама фигура.
У општини Ксоцхимилцо у Мексико Ситију, 6. јануар је важан као дан када најпознатија слика Дете Исуса, Нинопа, мења „домаћине“ или породицу која ће се бринути за слику стару преко 400 година током године. У делу општине Нативитас одржава се парада мудраца, понекад са правим камилама.